# Āb Bar
Āb Bar (persiska: آب بر, اُبَر) är en kommunhuvudort i Iran.   Den ligger i provinsen Zanjan, i den nordvästra delen av landet, 260 km nordväst om huvudstaden Teheran. Āb Bar ligger 628 meter över havet och antalet invånare är 4 918.
Terrängen runt Āb Bar är kuperad åt sydväst, men åt nordost är den bergig. Runt Āb Bar är det ganska glesbefolkat, med 47 invånare per kvadratkilometer. Āb Bar är det största samhället i trakten. Trakten runt Āb Bar består i huvudsak av gräsmarker.